# Leucopis solaris
Leucopis solaris är en tvåvingeart som beskrevs av Tanasijtshuk 1986. Leucopis solaris ingår i släktet Leucopis och familjen markflugor. Inga underarter finns listade i Catalogue of Life.